# Pyrinia brasaria
Pyrinia brasaria es una especie de polilla de la familia Geometridae. La especie fue descrita por primera vez por Francis Walker habiendo sido descrita en 1860, con distribución en el estado de Pará, Brasil.

## Descripción
Es una polilla de color amarillo brillante. La cabeza en su mayor parte de color rojo ferruginoso brillante, así como los palpos y el borde anterior del tórax. Sus antenas son minuciosamente ciliadas. Las patas se ven muy moteadas de rojo, con sus tibias posteriores muy engrosadas. 
Las alas se ven marcadas minuciosamente y transversalmente con rojo. Cuentan con una banda recta oblicua de color leonado rojizo que se extiende desde las puntas de las alas anteriores hasta la mitad del borde exterior de las alas traseras. El lado inferior de las alas cuentan con un tono rojo más brillante y predominante y conteniendo algunas marcas blancas brillantes. Las alas anteriores son agudas, con algunos puntos rojos y la costilla densamente marcada con marrón y una franja de color rojo ferruginoso brillante en la costa del ala.